# Час скажених псів
Час скажених псів (англ. Mad Dog Time) — американська кримінальна комедія 1996 року.

## Сюжет
Власник розкішного ресторану Вік насправді є ватажком злочинного світу на прізвисько «Скажений пес». Він вийшов з психлікарні і тепер в суперництві з іншими великими мафіозі намагається встановити повний контроль в клубному і гральному бізнесі.

## У ролях
| Актор          | Роль                     |
| -------------- | ------------------------ |
| Джефф Голдблюм | Міккі Голлідей           |
| Річард Дрейфус | Вік                      |
| Гебріел Бірн   | Бен Лондон               |
| Еллен Баркін   | Рита Еверлі              |
| Даян Лейн      | Грейс Еверлі             |
| Берт Рейнольдс | «Чокнутий» Джекі Джексон |
| Ларрі Бішоп    | Нік                      |
| Джоі Бішоп     | містер Готліб            |
| Кайл Маклаклен | Джейк Паркер             |
| Енджі Еверхарт | Габріелла                |
| Генрі Сільва   | Сонна Джо Карлайл        |

| Актор             | Роль             |
| ----------------- | ---------------- |
| Майкл Дж. Поллард | Ред Меш          |
| Грегорі Гайнс     | Жюль Фламінго    |
| Біллі Айдол       | Лі Тернер        |
| Біллі Драго       | Веллс            |
| Хуан Фернандес    | Девіс            |
| Крістофер Джонс   | Ніколас Фалько   |
| Пол Енка          | Денні Маркс      |
| Річард Прайор     | Джиммі Могильщик |
| Роб Райнер        | Альберт водій    |
| Джон Інграссія    | Янг              |
| Ріал Ендрюс       | Кларк            |